# Carmelo González
Carmelo José González Jiménez (* 9. Juli 1983 in Las Palmas de Gran Canaria), auch einfach nur Carmelo, ist ein spanischer ehemaliger Fußballspieler.

## Karriere

### Verein
Das Fußballspielen erlernte Carmelo José González Jiménez in der Jugendmannschaft von UD Las Palmas in Las Palmas de Gran Canaria. Hier unterschrieb er 2000 auch seinen ersten Profivertrag. Mit dem Verein spielte er in der Primera División, Segunda División und der Segunda División B. 2005 verließ er Las Palmas und wechselte nach Valencia, wo er sich dem Zweitligisten UD Levante anschloss. Zum Ligakonkurrenten Hércules Alicante wurde er die Saison 2006/2007 ausgeliehen. Im Anschluss wurde er an den ebenfalls in der Zweiten Liga spielenden CD Numancia aus Soria ausgeliehen. Mit dem Club stieg er nach Ende der Saison in die Primera División auf. Nach Vertragsende in Levante wechselte er zum Erstligisten Sporting Gijón nach Gijón. 2012 stieg er mit Gijón in die Zweite Liga ab. Im Februar 2013 ging er nach Asien. Hier unterschrieb er einen Vertrag beim thailändischen Erstligisten Buriram United in Buriram. Mit dem Club wurde er 2013 und 2014 Meister in Thailand. Außerdem gewann er mit Buriram den Thai FA Cup, den Thai League Cup sowie den Kor Royal Cup. Die Saison 2013 wurde er mit 23 Toren Torschützenkönig der Thai Premier League. Von Anfang 2015 bis Mitte 2016 spielte er beim Ligakonkurrenten Suphanburi FC in Suphanburi. Nach der Hinserie 2016 wechselte er in die Vereinigten Arabischen Emirate. Hier schloss er sich dem al-Ittihad Kalba SC aus Kalba an. Der Verein spielte in der höchsten Liga des Landes, der UAE Arabian Gulf League. Nach nur 47 Tagen wurde der Vertrag wieder aufgelöst. Von Mitte August 2016 bis Anfang Oktober 2017 war er vereinslos. Im Oktober nahm ihn der Arucas CF, ein Verein, der in Arucas auf der Insel Gran Canaria beheimatet ist, unter Vertrag. Bis 2023 spielte er für den Verein, danach beendete er seine Karriere.

### Nationalmannschaft
Von 2000 bis 2004 durchlief er die Junioren-Nationalmannschaften von Spanien. Der größte Erfolg war der Gewinn der UEFA European Championship 2002 mit der spanischen U-19-Nationalmannschaft.

## Erfolge und Auszeichnungen

### Erfolge

#### Verein
CD Numancia
- Segunda División: 2007/08

Buriram United
- Thailändischer Meister: 2013, 2014
- Thailändischer Pokalsieger: 2013
- Thailändischer Ligapokalsieger: 2013
- Kor Royal Cup-Sieger: 2013, 2014

#### Nationalmannschaft
Spanien U-17
- 2001 – Meridian Cup – Sieger

Spanien U-19
- 2002 – Fußball-Europameisterschaft U-19 – Sieger

## Auszeichnungen
Thai Premier League
- Torschützenkönig: 2013 (23 Tore/Buriram United)